# Hydrogamasellus brevispiritus
Hydrogamasellus brevispiritus är en spindeldjursart som beskrevs av Wolfgang Karg 1998. Hydrogamasellus brevispiritus ingår i släktet Hydrogamasellus och familjen Ologamasidae. Inga underarter finns listade i Catalogue of Life.